# Пазарці
Паза́рці (болг. Пазарци) — село в Кирджалійській області Болгарії. Входить до складу общини Момчилград.

## Населення
За даними перепису населення 2011 року у селі проживала 171 особа, з них 170 осіб (99,4%) — турки.
Розподіл населення за віком у 2011 році:
Динаміка населення: